# Авеллон, Крис
Кристофер Фредерик Авеллон (англ. Christopher Frederic Avellone) — американский геймдизайнер и сценарист, пишущий истории для компьютерных игр и комиксов. В разные годы Авеллон работал в студиях Interplay Entertainment и Obsidian Entertainment — он входил в число основателей Obsidian, но позже покинул эту студию, чтобы работать фрилансером. Он наиболее известен как геймдизайнер и сценарист компьютерных ролевых игр Fallout 2 и Planescape: Torment.

## Карьера
Крис Авеллон получил среднее образование в Старшей школе науки и техники имени Томаса Джефферсона. Окончил Колледж Вильгельма и Марии, получив степень бакалавра. Авеллон начал свою карьеру с написания кампаний к ролевым играм в сеттинге Dungeons & Dragons. В 1997 году поступил на работу в Interplay Entertainment, где непродолжительное время работал над Star Trek: Starfleet Academy. В том же году Авеллон принял участие в разработке Descent to Undermountain. В 1998 году Авеллон участвовал в разработке Fallout 2. Параллельно с работой над Fallout 2 Крис Авеллон возглавлял разработку игры Planescape: Torment.
Авеллон работал над всеми играми серии Icewind Dale, которые были выпущены с 2000 по 2002 год. Как дизайнер, он принимал участие в работе над Baldur's Gate: Dark Alliance (2001), Champions of Norrath (2004) и был главным дизайнером отменённого проекта Van Buren, после которого он уволился из Interplay.
Покинув Interplay, Крис Авеллон стал одним из соучредителей компании Obsidian Entertainment, где работал над ролевыми играми Star Wars: Knights of the Old Republic II (2004), Neverwinter Nights 2 (2006), Alpha Protocol, Fallout: New Vegas (2010) и South Park: The Stick of Truth (2014). Принял участие в работе над совместным с inXile Entertainment проектом Wasteland 2 и Pillars of Eternity.
9 июня 2015 года Авеллон покинул Obsidian Entertainment, после чего работал фрилансером и участвовал в качестве приглашённого дизайнера для ряда игр независимых студий.

## Игры
| Год  | Название игры                                            | Роль                         | Разработчик             | Издатель                  |
| ---- | -------------------------------------------------------- | ---------------------------- | ----------------------- | ------------------------- |
| 1996 | Conquest of the New World                                | Дизайнер                     | Quicksilver Software    | Interplay Entertainment   |
| 1997 | Star Trek: Starfleet Academy                             | Дизайнер                     | Interplay Entertainment | Interplay Entertainment   |
| 1997 | Descent to Undermountain                                 | Дизайнер                     | Interplay Entertainment | Interplay Entertainment   |
| 1998 | Fallout 2                                                | Дизайнер                     | Black Isle Studios      | Interplay Entertainment   |
| 1999 | Planescape: Torment                                      | Ведущий дизайнер и сценарист | Black Isle Studios      | Interplay Entertainment   |
| 2000 | Icewind Dale                                             | Дизайнер                     | Black Isle Studios      | Interplay Entertainment   |
| 2001 | Icewind Dale: Heart of Winter                            | Дизайнер                     | Black Isle Studios      | Interplay Entertainment   |
| 2001 | Baldur's Gate: Dark Alliance                             | Дизайнер                     | Snowblind Studios       | Black Isle Studios        |
| 2002 | Icewind Dale II                                          | Дизайнер                     | Black Isle Studios      | Interplay Entertainment   |
| 2003 | Lionheart: Legacy of the Crusader                        | Дизайнер и тестировщик       | Reflexive Entertainment | Black Isle Studios        |
| 2003 | Baldur's Gate III: The Black Hound                       | Дизайнер                     | Black Isle Studios      | Interplay Entertainment   |
| 2003 | Van Buren                                                | Ведущий дизайнер             | Black Isle Studios      | Interplay Entertainment   |
| 2004 | Champions of Norrath                                     | Дизайнер уровней             | Snowblind Studios       | Sony Online Entertainment |
| 2004 | Star Wars Knights of the Old Republic II: The Sith Lords | Ведущий дизайнер и сценарист | Obsidian Entertainment  | LucasArts                 |
| 2006 | Neverwinter Nights 2                                     | Дизайнер                     | Obsidian Entertainment  | Atari                     |
| 2007 | Neverwinter Nights 2: Mask of the Betrayer               | Дизайнер                     | Obsidian Entertainment  | Atari                     |
| 2010 | Alpha Protocol                                           | Ведущий дизайнер и сценарист | Obsidian Entertainment  | SEGA                      |
| 2010 | Fallout: New Vegas                                       | Дизайнер и сценарист         | Obsidian Entertainment  | Bethesda Softworks        |
| 2014 | FTL: Advanced Edition                                    | Сценарист                    | Subset Games            | Subset Games              |
| 2014 | Wasteland 2                                              | Дизайнер уровней             | inXile Entertainment    | inXile Entertainment      |
| 2015 | Pillars of Eternity                                      | Сценарист                    | Obsidian Entertainment  | Paradox Interactive       |
| 2016 | Tyranny                                                  | Создание мира игры и дизайна | Obsidian Entertainment  | Paradox Interactive       |
| 2017 | Torment: Tides of Numenera                               | Сценарист                    | inXile Entertainment    | Techland Publishing       |
| 2017 | Prey                                                     | Сценарист                    | Arkane Studios          | Bethesda Softworks        |
| 2017 | Divinity: Original Sin II                                | Сценарист                    | Larian Studios          | Larian Studios            |
| 2018 | Into the Breach                                          | Сценарист                    | Subset Games            | Subset Games              |
| 2018 | Pathfinder: Kingmaker                                    | Сценарист                    | Owlcat Games            | Deep Silver               |
| 2018 | Omensight                                                | Сценарист                    | Spearhead Games         | Spearhead Games           |
| 2019 | Degrees Of Separation                                    | Сценарист                    | Moondrop                | Modus                     |
| 2019 | Star Wars Jedi: Fallen Order                             | Сценарист                    | Respawn Entertainment   | Electronic Arts           |
| 2021 | Pathfinder: Wrath of the Righteous                       | Сценарист                    | Owlcat Games            | META Publishing           |
| 2023 | System Shock                                             | Сценарист                    | Night Dive Studios      | Night Dive Studios        |